# Value-added service
Služba s přidanou hodnotou (anglicky Value-Added Service, VAS) je termín používaný v oboru telekomunikací pro doplňkové služby, případně pro všechny služby kromě standardních telefonních hovorů a faxových přenosů. Termín však může být používán v libovolném odvětví pro služby dostupné za malou cenu nebo zdarma, jako marketingová propagace primárních služeb. Na konceptuální úrovni se jedná o služby, které přidávají hodnotu ke standardní nabídce služeb, se záměrem motivovat účastníky k jejich častějšímu používání s cílem zvýšit průměrnou tržbu na zákazníka (ARPU). V mobilních sítích byly dříve technologie jako SMS, MMS a datový přístup obvykle považovány za služby s přidanou hodnotou, v poslední době se však stále častěji považují za služby základní a služby s přidanou hodnotou jsou služby budované nad nimi.

## Rozdělení služeb s přidanou hodnotou
Mobilní služby s přidanou hodnotou lze rozdělit na:
- VAS zaměřené na chování spotřebitele
- síťové VAS
- firemní VAS

Dalším kritériem dělení může být také rozlišování standardního (peer-to-peer) a prémiového (zpoplatněného) obsahu. Tyto jsou nazývaný mobilní služby s přidanou hodnotou (MVAS), což jsou často jednoduše označovaná jako VAS.
Služby s přidanou hodnotou mohou být dodávány buď přímo mobilním operátorem nebo jinými firmami – poskytovateli služeb s přidanou hodnotou (anglicky VAS provider, VASP) nebo poskytovateli obsahu (anglicky Content provider, CP), jako například All Headline News anebo Reuters.
VASPs se obvykle připojují k mobilnímu operátorovi pomocí protokolů umožňujících zasílat větší objemy zpráv, jako Short Message Peer to Peer (SMPP), kterým se připojují buď přímo ke středisku krátkých textových zpráv (SMSC) nebo stále častěji k bráně pro přenos zpráv, která operátorovi umožňuje lépe řídit obsah.

## Nejrozšířenější služby s přidanou hodnotou
- Upozornění na zmeškané hovory a hlasová schránka
- Soutěže a hlasování
- Vyzváněcí melodie
- Online hry
- Poslech hudby – přehrávání a download
- Video na vyžádání
- Live streaming
- Služby využívající polohu
- Mobilní reklama
- Mobilní bankovnictví a mobilní komerce
- Mobilní televize a OTT služby[2]
- Stahování WAP obsahu
- Služby odchozího vytáčení
- Záloha telefonu a bezpečnostní služby
- Melodie zpětného vyzvánění (RBT a RRBT)[3]
- SMS chat a prémiové seznamovací služby[4]
- Sportovní služby a infotainment
- Stickering
- Náboženské aplikace
- Pomocné služby

## Hlavní firmy poskytující služby s přidanou hodnotou
- CellX Solution Pvt. Ltd.
- Aseman Sobh Farda Pvt. Ltd.
- Dravin Solutions Pvt Ltd
- ProAll Solutions Pvt Ltd
- Chat2friend technologies Pvt Ltd
- GLOBAL PRIME ADVANTAGE SOLUTIONS LTD
- World Phone India Pvt. Ltd